# 一平くん
一平くん（いっぺいくん）は、カエルをモチーフとしたマスコットキャラクター。
元々愛媛県の飲食店のキャラクターだったが、飲食店をクビになり長期の無職期間を過ごした。その後、2016年4月1日から2020年3月31日まで愛媛県のテレビ局・愛媛朝日テレビの広報大使（事実上のテレビ局のマスコット）を務めた。一方で、Jリーグ・愛媛FCをはじめとしたサッカーに関連した“非公式”活動を中心に行っている。

## 概要
カエルのキャラクターだが、尻尾（もちろんオタマジャクシと同じ形）がある。衣装は基本的に前掛けのみで、基本の前掛けは紺地に白抜きで「○に一」のデザインだが、シチュエーションに応じて複数の前掛けを使い分ける。前掛けは普通に前に着用することも、背中に羽織ることもある。基本的に体色は緑色だが、サッカー日本代表の試合時などには青色で登場することもある。また、カンボジアンタイガーFC支援のためにオレンジの虎柄で登場したこともある。
元々は、愛媛県松山市に拠点を置く企業「あいさと」の展開する飲食店「ゆうゆう亭」（愛媛県伊予郡砥部町。2014年9月15日に閉店）のマスコットキャラクターであった。2009年頃にゆうゆう亭の店員が「食を提供する店の人間として、機械的に仕事をしていてはダメだ、楽しくやろう」というところから誕生させたものだが、後述のようにゆうゆう亭の枠を超えた活動が活発になったことで、2012年3月21日付けで「ゆうゆう亭」を“無断欠勤が続いたことにより解雇された”という形になっており、2016年に愛媛朝日テレビ広報大使のオファーが来るまでは、4年もの間一平くんの立場は「無職」の状態であった。
現在は「21世紀フロッグス」の名称で、東京都渋谷区のグッズ販売会社KDFが窓口となって活動をサポートしている。

### 愛媛FCの「準マスコット」
一平くんがゆうゆう亭の枠を超えた活動を行うきっかけになったのは、ゆうゆう亭が愛媛FCの公式スポンサーであったことから、愛媛FCホームゲームに出没するなど愛媛FCに関する活動を行うようになったのがきっかけである。なお、愛媛FCにはみかんをモチーフにした「オ〜レくん」「たま媛ちゃん」「伊予柑太」という3体の公式マスコットキャラクターがおり、一平くんは愛媛FCの公式マスコットキャラクターではなく、愛媛FCの「熱烈サポーター」と位置づけられている。
特に注目を集めるきっかけとなったのが、2009年3月29日に行われたJ2第5節・愛媛FC対セレッソ大阪戦（ニンジニアスタジアム）である。この試合では「愛媛のゆるキャラ大集合!」と題して愛媛県内の団体・企業のキャラクターが一堂に会するイベントが行われ、試合前に「ゆるキャラ100m走」が行われた。このレースに出場した一平くんは途中までトップを走っていたが、途中で肉離れを起こして失速し転倒、担架で運ばれることになる。この模様の写真がJリーグ公式ファンサイト「J's GOAL」で一躍注目を集めるようになると、一平くんの肉離れに関して愛媛FCからプレスリリースが公開されたり、愛媛FCの専属トレーナーによるリハビリの模様が公開される、愛媛FCで一平くんのクラブ公式グッズを販売開始するなど、愛媛FCの「準公式マスコットキャラクター」としての活動を活発化させることになる。
以後、愛媛FCのホームゲームに頻繁に登場し、2010年以降は愛媛FCのホームゲームのみならずアウェーゲームにも招かれることも増え、イベントの度に「何らかの原因」で倒れ、その都度担架で退場するという姿がお約束となっている。
2011年8月16日には川崎市とどろきアリーナで川崎新田ボクシングジムの興行の前座試合として「日本マスコット級タイトル決定戦（未公認）」と銘打ち川崎フロンターレのマスコット・ふろん太とボクシング対決を行ったが2R 2分59秒でKO負けを喫した。

### 愛媛FC関連以外での活動
上記の反響を受けて、愛媛FC関連以外の（主にサッカー関連の）活動も行っている。
2009年8月6日にはサッカーゲーム「Jリーグウイニングイレブン2009 クラブチャンピオンシップ」（コナミデジタルエンタテインメント）のプロモーションとして、一平くんがTSUTAYA エミフルMASAKI店にゲームを買いに行く様子がJ's GOALに特集ページとして掲載されている。その後2013年からはコナミがGREEなどで提供しているアプリ「ワールドサッカーコレクション」のイベント「ワサコレサッカーパーク」の看板キャラクターに採用されている。
2011年12月に仙台市民球場で行なわれた「第4回ISBAブラインドサッカーアジア選手権」のゲストマスコットとして、ベガルタ仙台のマスコット・ベガッ太と共に参加している。また、2012年7月8日には前年まで愛媛FCに期限付き移籍していた齋藤学（横浜F・マリノス）を個人的に応援するためにJ1・横浜F・マリノス対セレッソ大阪戦（ニッパツ三ツ沢球技場）にも来場している。
2012年11月14日には2014 FIFAワールドカップ・アジア4次予選のオマーン対日本戦（スルタン・カーブース・スポーツコンプレックス）、2013年3月26日には同・ヨルダン対日本戦（キング・アブドゥッラー・スタジアム）の観戦に訪れた。さらに2014年6月14日（現地時間）に行われた2014 FIFAワールドカップ・グループCの日本対コートジボワール戦（アレナ・ペルナンブーコ）の観戦にも訪れ、この様子が2014 FIFAワールドカップ公式サイトにも掲載された。
2015年にはカンボジアンタイガーFCに対する支援の一環としてマスコットキャラクターをプロデュースし、虎のキャラクター「ソンハー」を誕生させた。詳細は同項目を参照。
2016年には愛媛県のテレビ局である愛媛朝日テレビ (eat) と広報大使に就任する契約を締結したことが発表された。もともとゆうゆう亭を解雇された直後の2013年頃から、フィギュアスケート・グランプリシリーズ中継やサッカー日本代表戦中継の番組宣伝PVに一平くんを起用するなど、eatとの関わりが深かったため就任に至ったという。広報大使を4年務めた後、2020年3月30日より4代目キャラクターの「eatフレンズ」が登場したため、2020年3月31日をもって広報大使を解任となった。
2022年10月3日、FM愛媛で15分のラジオレギュラー番組「一平くんのゲコゲコ相談室」を開始した。毎週月曜日の11:40 - 11:55に放送した。FM愛媛公式番組ホームページ、 ポッドキャスト、Spotifyでもバックナンバー配信される。2023年6月26日をもって終了となったが、その翌週の7月3日より「一平くんのゲコゲコ相談室DX」が開始した。放送日時が毎週月曜日の20:00 - 20:30と変更になり、放送時間が2倍拡大となった。

## 愛媛FC事務局スタッフ「金太」
2012年4月1日、愛媛FCは事務局のスタッフとして、「金太」（きんた）という一平くんと色違いのカエルを採用したことを発表した。発表日や画像の作りからしてエイプリルフールの洒落の一環かと思われたが、その後実物が登場している。
石手川出身との設定がある。また、一平くんより体が小さく小学生程度の身長しかない。実物登場前には、金太が一平くんの中に入っていたという写真が伊予柑太によって公開された。
愛媛FCのホームゲームなどでは、愛媛FCのロゴマークがついたネクタイを着用しているが、金太郎の前掛けのようなデザインの前掛けを着用することもある。

### 注記
1. ↑  ただし、あいさとの通信販売サイト で一平くんグッズを扱っているなど、あいさととの関係が完全に断絶されたわけではない。
2. ↑  スポンサードは終了したが、現在もあいさとは愛媛FCの法人会員ではある。
3. ↑  以下のようなものがある。
  - オ〜レくんと元関脇・玉春日（当時、楯山親方。愛媛県西予市出身）との相撲の行司を務めたが、玉春日に投げられたオ〜レくんの下敷きになる（2009年4月11日・栃木SC戦・ニンジニアスタジアム[11]）
  - 「ゆるキャラ100m走」で伊予柑太に突き飛ばされ転倒する（2010年4月24日・横浜FC戦・ニンジニアスタジアム[12]）
  - キックオフ直前のセレモニーに参加し、他のマスコットに置いて行かれたため慌てて戻ろうとして足がもつれて転倒する（2010年6月6日・ジェフ千葉戦・フクダ電子アリーナ[13]）
  - 東京ドロンパに借りた一輪車に乗って転倒する（2010年6月6日・FC東京戦・駒沢陸上競技場[14]）
  - 坊っちゃんスタジアムで開催されるセ・リーグ公式戦・ヤクルト対阪神戦のPRで来場したつば九郎を挑発し、つば九郎のバズーカの直撃を喰う（2013年3月3日・モンテディオ山形戦・ニンジニアスタジアム[15]。